# 7-ма група ССО армії США
7-ма група сил спеціальних операцій армії США (англ. 7th Special Forces Group (United States) — військове формування, група сил спеціальних операцій армії США, призначена для виконання завдань спеціальних та загальновійськових операцій, ведення партизанської війни.

## Призначення
На 7-му групу сил спеціальних операцій сухопутних військ покладаються 6 основних завдань притаманних підрозділам спеціального призначення:
- ведення нетрадиційних бойових дій,
- забезпечення і підготовка військових формувань дружних іноземних держав,
- спеціальна розвідка,
- прямі бойові дії,
- визволення заручників та
- контртерористична діяльність.

## Історія
7-ма група сил спеціальних операцій (повітряно-десантна) веде свою історію від заснування 9 липня 1942 року 1-ї роти 1-го батальйону 1-го загону спеціальних сил на військовій базі Кемп Вільям Гаррісон у Монтані. Головним завданням знов створеного підрозділу спеціального призначення було проведення рейдових дій проти об'єктів німецької ядерної програми, що розгорталися нацистами у Північній Європі. Однак, невдовзі підрозділ перенацілили на Алеутські острови для ведення бойових дій проти японських загарбників. Після завершення Алеутської кампанії, формування було перекинуто на Європейський театр війни, де в боях в Італії та Південній Франції завоювала собі прізвисько «Бригада червоних дияволів».
В 1945 році це підрозділ розформували у Франції, а 10 листопада 1953 року відновили у Форт Брегг, як 77-му групу спеціальних сил.
У 1960 році 77-ма група ССО було реорганізована у 7-му групу, яка послугувала базою для підготовки кадрового резерву для знов створюваних 3-ї та 6-ї груп ССО.
Група брала найактивнішу участь у війні у В'єтнамі, в першій операції в Лаосі та інших конфліктах у Південно-Східній Азії (спеціальні операції в Лаосі, Таїланді, у Південному В'єтнамі тощо).
З 1962 року підрозділи 7-ї групи паралельно залучалися на проведення військової допомоги збройним силам країн Південної Америки. Так у травні 1962, рота «D» передислокувалася у Форт Гулік, в зоні Панамського каналу й стала базою для розгортання 8-ї групи ССО. Особовий склад 7-ї групи брав активну участь у проведенні заходів боротьби з розповсюдженням наркотиків у Венесуелі, Колумбії, Еквадорі, Перу та Болівії.
3 жовтня 1989 року підрозділи 7-ї групи розпочав розвідувальну місію у Панамі під час вторгнення американських військ до країни. У період з грудня 1989 до січня 1990 року оператори ССО провели безліч розвідувальних, пошукових операцій та спрямованих акцій і дій на підтримку операції «Справедлива справа».
З початку 2002 року особовий склад групи ССО залучався до проведення спеціальних операцій у контексті операції «Нескорена свобода» у всьому світі. Бійці 7-ї групи змагалися в Афганістані, Іраку та інших регіонах планети на підтримку боротьби з глобальним тероризмом. Частина втратила у цих боях солдатів більше за будь-які інші групи спеціальних операцій армії США.

## Оргштатна структура 7-ї групи ССО армії США

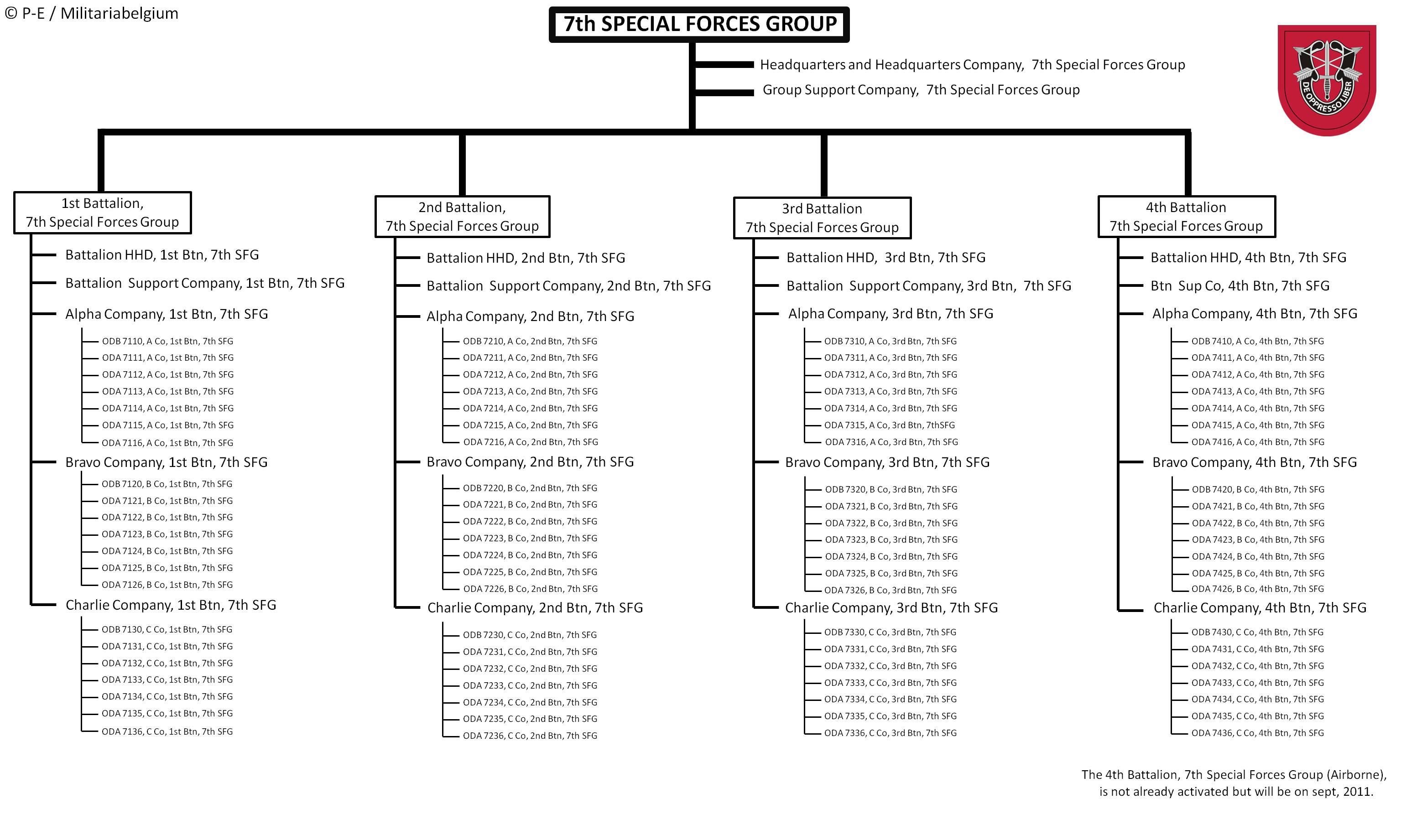
Організаційно-штатна структура 7-ї групи спеціальних військ часів

## Відео
- U.S. Army: 7th Special Forces Group Airborne
- 7th Special Forces Group (Airborne) [Архівовано 21 травня 2017 у Wayback Machine.]